# 渡邊麻友
渡邊麻友（日语：／ Watanabe Mayu */?，1994年3月26日—），前日本女藝人，為女子偶像團體AKB48 Team B前成員，埼玉縣出身，前所屬經紀公司為尾木製作。2006年以AKB48三期生身分出道，入團初期被稱為“次世代Ace”，曾是AKB48的主力成員之一，並在2014年6月舉辦的AKB48第6屆選拔總選舉取得第一名，是繼前田敦子、大島優子、指原莉乃之後第四位在此AKB48集團重大活動中奪冠者。2017年底自AKB48畢業，以演員為活動重心，后因身体原因於2020年6月1日退出演藝圈。

## 經歷
從小即以上網、看動畫為最大興趣的渡邊，性格內向，極少與同學交流。因在網路上看到AKB48的相關表演影片而喜歡上此團體，成為AKB48的歌迷。母親最初對於女兒提出想進入演藝圈而感到為難，不過想到以此為契機，女兒往外發展說不定會成為活潑的孩子，最終贊成渡邊參與AKB48的徵選。2006年2月19日，報名參加「第2期AKB48追加成員徵選」，在最終審查階段落選。12月3日，再次報名參加「第3期AKB48追加成員徵選」合格。參加徵選的理由是「因為很喜歡AKB48，所以想加入」，審査會的演唱的曲目是AKB48的《櫻花花瓣》。12月9日，渡邊在「AKB48 1st ANNIVERSARY LIVE 〜勢ぞろいだぜ!『A』『K』『B』!〜」中以Team B成員的身分初次向媒體露面。
2007年4月8日，於AKB48剧場的「AKB48 Team B 1st Stage「青春女孩」公演」中正式於劇場出道。7月18日發行的AKB48第4張單曲《BINGO!》，首次成為單曲選拔成員（即成為單曲主要演唱成員）。9月22日，渡邊與Team B其他成員前往中國北京市參加在中國藝術研究院舉辦的「日中文化人懇談會2007—開放的學院in北京」，並進行首場海外公演。12月31日，以AKB48成員身分首次登上「NHK紅白歌合戰」。
2008年6月，渡邊加入尾木製作。10月，與平嶋夏海、仲川遥香、多田愛佳一起組成AKB48子團「走廊奔跑隊」。2009年7月8日，在「AKB第一屆選拔總選舉」中獲得第4位。15歲以下的成員中，進入前五名中的只有渡邊，即使包含進入前十名的也只有松井珠理奈（SKE48中2010年度、2012年度）與渡邊兩人。
2010年6月9日，於「AKB第二屆選拔總選舉」中獲得第5位。9月9日，渡邊首次以漫畫家的身分出道。在知名漫畫週刊《週刊YOUNG JUMP》（集英社）2010年41號中，開始連載個人漫畫「童話劇場 只愛二次元」（まゆゆ童話劇場 2次元しか愛せない）。9月15日至16日，參加尾木製作舉辦的第一屆Team Ogi祭。
2011年5月13日，第一本寫真集《MAYUYU》（まゆゆ）發行，以4.5萬銷量取得Oricon公信榜書籍週榜寫真集部門第一位，同時也以女性個人寫真集最高位的成績取得綜合部門第三位。6月9日間舉行的「AKB第三屆選拔總選舉」中連續兩年獲得第5位，連續3年進入選拔組。同期間舉行的「AKB48香港選拔總選舉」中則獲得第2位，僅次於同團前輩前田敦子。6月12日，參加在臺灣臺北市西門町舉辦的AKB48臺灣專門店開業剪綵儀式，並舉行首次臺灣握手會，翌日加開一場；9月24日，參加在中國上海外國語大學舉行的免費公演；10月9日，参加在越南河內舉行的第二屆日越友好音樂祭。10月22日，在《GIRLS' FACTORY》節目中與淺倉大介一起擔任固定主持人。12月13日，在《AKB0048》聲優公開甄選中合格。
2012年1月13日，初次主演電視劇《欺詐偶像》。2月29日，發行個人首張單曲《怦然心動》，正式以個人身分出道，渡邊亦是第四位以個人身分出道的AKB48成員。3月，自TRY式高等學院畢業，完成函授制學程。4月26日，由《AKB0048》聲優選拔成員9名組成新衍生團體「NO NAME」，並演唱此作品片頭曲《關於希望》和片尾曲《夢想不斷重生》。6月，在「AKB第四屆選拔總選舉」中獲得第2位，並於同期間舉行的「中國AKB48總選舉2012」中獲得第1位。7月25日，個人第2張單曲《大人彩色糖》發行。8月24日，在「AKB48 in TOKYO DOME ～1830m的夢想～」演唱會第一天中，宣布所屬分隊轉移至Team A。11月21日，個人第三張單曲《發光體》發行。
2013年1月22日發行的AKB48第30張單曲《So long!》，首次擔任Center（中心站位成員）。9名成員成為最新成立的宣傳小分隊「Team BS」选拔成员，参与日本NHK-BS系列頻道的节目，其他成员分别为大岛优子、高桥南、岛崎遥香、松井珠理奈、松井玲奈、山本彩、渡边美优纪、指原莉乃、田岛芽瑠。6月7日，於「AKB第五屆選拔總選舉」中获得第3位。7月10日，個人第四張單曲《喇叭練習中》發行。10月1日，在香港舉行握手會。
2014年2月24日，於「AKB48集團大組閣祭」中，宣布所屬分隊由Team A轉移至Team B。4月21日，擔任TBS電視台音樂節目《UTAGE!》助理主持人。5月21日發行的AKB48第36張單曲《拉布拉多獵犬》擔任Center，是渡邊自《So long!》以來的一年多後再次擔任。6月7日，在「AKB第六屆選拔總選舉」中以159,854票初次奪得第1名，是繼前田敦子、大島優子與指原莉乃後，第四個獲得總選舉冠軍的成員。8月27日發行的AKB48第37張單曲《心意告示牌》，為渡邊連續兩作Center。9月17日，於「AKB48第五屆猜拳大會」中披露AKB48第38張單曲《希望無限》選拔成員名單，此單曲由渡邊與宮脇咲良共同擔任Center。
2015年4月19日，渡邊首次主演的黃金檔電視劇《戰鬥吧！書店女孩》於富士電視網火十時段播出。是繼前田敦子之後，第二位主演黃金檔電視劇的AKB48成員。6月6日，於「AKB第七屆選拔總選舉」中以165,789的票數不敵HKT48的指原莉乃及同隊成員柏木由紀，獲得第3名，至此皆為總選舉前5名。6月10日，個人第5張單曲《相遇的後續》時隔兩年發行ref name="deai"/>，此單曲為《戰鬥吧！書店女孩》的主題曲。
。6月14日，出演紀錄片節目《情熱大陸》，是繼前田敦子、大島優子後出演該節目的AKB48成員。12月26日，富士電視台公佈渡邊麻友將首次出演時代劇《大奧》。與澤尻英龍華共演，於2016年1月22日首播。
2016年6月18日，在“AKB48第八屆選拔總選舉”獲得第2名10月26日，第二本寫真集《不知不覺中》（知らないうちに）發行，以3.7萬銷量獲得Oricon公信榜書籍週榜寫真集部門和綜合部門的第一位。
2017年5月1日，第三度領銜主演的電視連續劇《永別了，江成君》於朝日電視台首播。該劇的主角係透過2016年初AKB48與朝日電視台合作的電視劇《AKB戀愛夜 戀工場》當中的演員票選活動選出，得票數第一者可成為朝日電視台2017年春季戲劇的領銜主演，最終由渡邊勝出。6月17日，在“AKB48第49張單曲選拔總選舉”繼上屆再次屈居指原莉乃之後獲得第2名，並在發表得獎感言時宣布年內將從AKB48畢業。渡邊在目前舉辦過9次的AKB48選拔總選舉均有參加、且全部位居前五名，反映出身為AKB48成員所擁有的高人氣。8月14日，於福岡西鐵表演廳舉行的HKT48向日葵組&AKB48 Team B聯合劇場公演上，宣布畢業演唱会日期定於10月31日。10月31日，於家鄉埼玉縣的埼玉超級競技場舉行畢業演唱會「渡邊麻友畢業演唱會～願大家的夢想都能實現～」（渡辺麻友 卒業コンサート〜みんなの夢が叶いますように〜），並宣布將於12月20日推出首張個人大碟《Best Regards!》。11月22日發行第AKB48第50張單曲《11月的脚链》，為渡邊的畢業單曲，這也是她最後一次擔任Center。12月26日，於AKB48劇場舉辦畢業公演。12月31日，渡邊為中心的畢業主打歌《11月的脚链》以91,820票獲得第68回NHK紅白歌合戰企划“由观众所选择的梦之红白SP Medley”票選第1名，在紅白現場演唱此曲後放下麥克風，圓滿完成AKB48身分最後一次演出。
2018年2月17日，在個人大碟《Best Regards!》開賣紀念演唱會中，發表於3月1日開設官方粉絲俱樂部，名稱為「W3M∞〈ダブミー〉」。從5月至6月間，主演日本版的艾蜜莉的異想世界音樂劇「アメリ」。6月 代言騰訊遊戲發行的日系回合手遊「魔力寶貝手機版」。6月22日，宣布將主演富士電視網連續劇「直到雨停的那一天」，於2018年8月4日首播。這是自AKB48畢業後，首次出演並擔任電視劇的主角。
2019年3月1日，首次出演NHK晨間劇「夏空」，在6月7日第59集中登場。4月28日，在指原莉乃的畢業演唱會中担任开场影像的旁白，并與指原合唱「而且不叫酪梨啦…」，是AKB48畢業後首次登台演唱
9月30日，官方粉絲俱樂部營運休止。
2020年6月1日，所屬事務所「尾木製作」宣布渡邊麻友由於健康問題，即日起從演藝圈引退，她与事务所的合约已于5月31日结束。渡邊也在Twitter上發文感謝粉絲
。6月2日，關閉個人官方網站和Twitter、Instagram帳號。

## 人物

### 性格喜好
- 「麻友」這個名字是由祖母命名的，意思是希望她能像麻樹般茁壯成長，並且能夠交很多的朋友，在德光和夫的節目中說到23歲為止的人生最悲傷的事情是祖母去世的時候。暱稱是（麻友友），這個稱呼是由前任AKB Team K成員米澤瑠美所取[91]。
- 有兩個姊姊[92]。受到姊姊的影響而成為B'z的死忠歌迷，姊妹一起加入B'z的歌友會。
- 口頭禪是，據本人所指和「やばい」同義。
- 特攝炎神戰隊轟音者的愛好者，經常提及這句話，聲稱轟音黃（逢澤莉娜 飾）是自己的新娘。非常喜歡聲優小野大輔，其他聲優還有鈴村健一，神谷浩史，茅原實里等。小學時沉迷動漫，為名副其實宅女，喜歡去的地方是日本動漫周邊銷售商店Animate，曾被fans在店內目擊。
- 「無肉不歡」，只要是肉類都喜愛，特別喜歡炸雞塊與烤肉，不喜歡吃水果及蔬菜[93]。喜歡的顏色是粉紅色、喜歡吃的冰淇淋口味是薄荷巧克力、刨冰口味是藍色夏威夷，主食是白飯派的。在7-11廣告製作採訪時說了在7-11便利商店常買的是炸熱狗。
- 曾以漫畫家為目標，擅長畫插圖。特技是能在數秒之內畫出《海螺小姐》的穴子、以及《哆啦A夢》的小夫。
- 小學三年級時，在Sunshine City 参加『わがまま☆フェアリー ミルモでポン!』活動時，有過與中原麻衣握手的經歷[94]。
- 喜歡日本幻想物語系音樂團體Sound Horizon，其中特別喜愛的角色是（7th story Marchen）。
- 最喜歡的是三麗鷗卡通人物中的「布丁狗」，曾因為三麗鷗人氣角色布丁狗重返冠軍而哭泣。
- 很喜歡寶塚歌劇團，本人曾有透露假期時會一人前去寶塚歌劇團的劇場觀看演出。最喜歡的是元宙組TOP STAR朝夏まなと（愛稱：まぁ様）。經常在各種場合擺出在寶塚學員間風行的「花組POSE」（一手繞過頭後、將手掌貼在另一側臉頰的動作）。
- 在《AKBINGO!》的「誠實將棋」單元中，自曝自己有著與電視上不同的陰沉個性，但不是很在意。對運動完全不在行，但是節目上玩遊戲都全力以赴，非常不服輸，輸了會很不甘心。電視上雖然表現的很安靜，指原莉乃說跟麻友交情過一界線後，就跟大島優子很像，是很鬧的人[95]。
- 最喜歡的電影是「悲慘世界」。
- 在主演「天使愛美麗」音樂劇的採訪中，表示與主角有許多共感的部分，比方對於人際溝通方面相當不擅長。並透露了自身與他人感情變好需要花2至3年的時間[何时？]。

### AKB48相關
- 小學6年級時幾乎是不出房門的狀態。吃飯時也不與家人說話，在學校是「班級的幽靈」，回家後就直奔電腦上網看動畫及畫插圖，自言「沉迷於二次元」。後因網路得知AKB48而產生好奇，在網路觀賞相關影片而喜歡上AKB48。
- 與前田敦子、大島優子、高橋南、小嶋陽菜、板野友美、篠田麻里子合稱為AKB48的「元神七」（指選拔總選舉前幾屆入選前7名的常客；「神七」常做為主力成員的代名詞）。元神七之中，僅有渡邊為第3期生。2017年的畢業演唱會，「元神7」雖然沒有人上臺，但板野友美坐在關係者席觀看，小嶋陽菜也到了現場觀看，並在隔天主持的晨間資訊節目《PON!（日语：PON!）》中表達了對渡邊麻友的祝福，高橋南在twitter表示因為工作緣故而無法參加而覺得可惜，篠田麻里子在twitter上予以麻友祝福。[來源請求]。
- 最尊敬的團員為同經紀公司的AKB48集團初代總監督高橋南[96]。2014年麻友取得AKB48總選舉第1名後，高橋南在節目上寫給麻友的心之標語牌是「尾木的驕傲」。在《AKB48 SHOW!》說教房間被高橋南詢問了「當偶像快樂嗎？」，即答了「很快樂。」，亦說了希望能跟麻友感情變好，想私下約飯。2015年高橋南出書的「領導論」中提到「我現在特別想聲援的人，大概是麻友，她是這個團體裡最努力的成員。」
- 自我介紹詞：「大家的目光，全部聚焦到……麻友友」（み～んなの目線を、いただき……まゆゆ）。
- 在AKB48以自律形象著稱，被總製作人秋元康評價為「正統派偶像」。
- 與同為AKB48成員的柏木由紀、加藤玲奈、宮崎美穗、峯岸南以及多田愛佳交情很好。入團前曾說過最喜歡的成員是大島優子，有次柏木由紀從坐著的地方站起來後屁股變得很髒，那時與優子聊著屁股的事玩開了，而後經常與優子一起做出「屁股」（お尻）的手勢，兩人並成為「屁屁姊妹」（お尻シスターズ）。其中交情最要好的成員是同為三期生的柏木由紀，兩人的組合被稱為「まゆゆきりん(mayuyukirin)」。
- 與熱愛動漫的多田愛佳、田名部生來、仲谷明香私下組成團體「WOTA4」（ヲタ4）。
- 在「浜田署長逮捕藝人」節目中，被浦野一美爆料麻友在live期間中會說「好累好想吃甜的東西，做蛋糕給我」，然而每次做好後都只吃一口就不吃了，這樣的行為大概有20次左右，因為覺得麻友太可愛實在沒辦法拒絕，而經常沒有睡覺在做蛋糕。[97]
- 較渡邊麻友為晚加入AKB48集團的岡田奈奈、矢吹奈子、大和田南那在出道前曾去過渡邊的握手會。櫸坂46隊長菅井友香在《AKBINGO!》透露了是渡邊的粉絲，人生中第一張買的CD是《怦然心动》，一個人去了讀賣樂園參加該單曲發行紀念的迷你演唱會。
- 參與電視節目時很安靜，但在廣播節目、niconico、showroom會展現私底下逗趣的一面，被指原莉乃說是休息室的第一段子手，沒有麻友在的休息室會很無聊[來源請求]，並在推特爆料她「彎著指頭比Yeah」的拍照手勢，其實是表現蟲子的內側[98]。
- 在「ダウンタウンなう」節目中透露了在AKB時期，希望能維持偶像形象而私下不太跟成員往來。對於多人數的慶功宴非常不擅長，理想的社交環境是三人以內。峯岸南表示渡邊像小學男生一樣，講到下流的笑話會很開心[99]。

## 參與歌曲
- 標註有「★」符號者表示該首歌曲有拍攝MV。

### 單曲
AKB48名義
|      | 發行日期       | 單曲名稱                            | 參與歌曲名稱                        | 名義            | 收錄於        | MV | 備註                         |
| ---- | -------------- | ----------------------------------- | ----------------------------------- | --------------- | ------------- | -- | ---------------------------- |
| 04th | 2007年07月18日 | BINGO!                              | BINGO!                              |                 | 全版本        | ★  | A面曲 出道作品 首次進入選拔  |
| 05th | 2007年08月08日 | 我的太陽                            | 我的太陽                            |                 | 全版本        | ★  | A面曲                        |
| 05th | 2007年08月08日 | 我的太陽                            | 未來的果實                          |                 | 全版本        |    |                              |
| 06th | 2007年10月31日 | 妳正在看著夕陽嗎?                   | 妳正在看著夕陽嗎?                   |                 | 全版本        | ★  | A面曲                        |
| 07th | 2008年01月23日 | 浪漫、不需要                        | 浪漫、不需要                        |                 | 全版本        | ★  | A面曲                        |
| 08th | 2008年02月27日 | 櫻花花瓣2008                        | 櫻花花瓣2008                        |                 | 全版本        | ★  | A面曲                        |
| 08th | 2008年02月27日 | 櫻花花瓣2008                        | 最後的制服                          |                 | 全版本        |    |                              |
| 09th | 2008年06月13日 | Baby! Baby! Baby!                   | Baby! Baby! Baby!                   |                 | 全版本        | ★  | A面曲                        |
| 09th | 2008年06月13日 | Baby! Baby! Baby!                   | 初日                                | Team B          | Napster       |    | 首次擔任Center               |
| 10th | 2008年10月22日 | 大聲鑽石                            | 大聲鑽石                            |                 | 全版本        | ★  | A面曲                        |
| 11th | 2009年03月04日 | 10年櫻                              | 10年櫻                              |                 | 全版本        | ★  | A面曲                        |
| 11th | 2009年03月04日 | 10年櫻                              | 在櫻花色的天空之下                  |                 | 全版本        |    |                              |
| 12th | 2009年06月24日 | 驚喜的淚水!                         | 驚喜的淚水!                         |                 | 全版本        | ★  | A面曲                        |
| 12th | 2009年06月24日 | 驚喜的淚水!                         | 初日                                | Team B          | 全版本        |    | Center                       |
| 13th | 2009年08月26日 | Maybe是藉口                         | Maybe是藉口                         |                 | 全版本        | ★  | A面曲                        |
| 14th | 2009年10月21日 | RIVER                               | RIVER                               |                 | 全版本        | ★  | A面曲                        |
| 15th | 2010年02月17日 | 櫻花印記                            | 櫻花印記                            |                 | 全版本        | ★  | A面曲                        |
| 15th | 2010年02月17日 | 櫻花印記                            | 真假搖滾                            |                 | 全版本        | ★  |                              |
| 16th | 2010年05月26日 | 馬尾與髮圈                          | 馬尾與髮圈                          |                 | 全版本        | ★  | A面曲                        |
| 16th | 2010年05月26日 | 馬尾與髮圈                          | 馬路須加學園頂尖藍調                |                 | Type-B 劇場盤 | ★  |                              |
| 17th | 2010年08月18日 | 無限重播                            | 無限重播                            |                 | 全版本        | ★  | A面曲                        |
| 17th | 2010年08月18日 | 無限重播                            | 蔬菜姊妹                            | 蔬菜姊妹        | Type-A 劇場盤 | ★  |                              |
| 17th | 2010年08月18日 | 無限重播                            | Lucky Seven                         |                 | Type-B 劇場盤 | ★  |                              |
| 18th | 2010年10月27日 | Beginner                            | Beginner                            |                 | 全版本        | ★  | A面曲 Center                 |
| 19th | 2011年12月08日 | 機會的順序                          | 預約的聖誕節                        |                 | 全版本        | ★  |                              |
| 19th | 2011年12月08日 | 機會的順序                          | 愛的跳躍                            | Team B          | Type-B        | ★  | Center                       |
| 20th | 2011年02月16日 | 變成櫻花樹                          | 變成櫻花樹                          |                 | 全版本        | ★  | A面曲                        |
|      | 2011年04月01日 | 為了誰 -What can I do for someone?- | 為了誰 -What can I do for someone?- |                 |               | ★  |                              |
| 21st | 2011年05月25日 | Everyday、髮箍                      | Everyday、髮箍                      |                 | 全版本        | ★  | A面曲                        |
| 21st | 2011年05月25日 | Everyday、髮箍                      | 現在開始 Wonderland                 |                 | 全版本        | ★  |                              |
| 21st | 2011年05月25日 | Everyday、髮箍                      | 鬥魂                                |                 | Type-A        | ★  |                              |
| 22nd | 2011年08月24日 | 飛翔入手                            | 飛翔入手                            |                 | 全版本        | ★  | A面曲                        |
| 22nd | 2011年08月24日 | 飛翔入手                            | 不知不覺的青春                      |                 | Type-A        | ★  |                              |
| 22nd | 2011年08月24日 | 飛翔入手                            | 冰淇淋之吻                          |                 | Type-B        | ★  |                              |
| 22nd | 2011年08月24日 | 飛翔入手                            | 野菜占卜                            | 蔬菜姊妹2011    | 劇場盤        |    |                              |
| 23rd | 2011年10月26日 | 風正在吹                            | 風正在吹                            |                 | 全版本        | ★  | A面曲                        |
| 24th | 2011年12月07日 | 崇尚麻里子                          | 耶誕夜                              |                 | 全版本        | ★  |                              |
| 24th | 2011年12月07日 | 崇尚麻里子                          | 暱稱Fantasy                         | Team B          | Type-B        | ★  |                              |
| 25th | 2012年02月15日 | GIVE ME FIVE!                       | GIVE ME FIVE!                       |                 | 全版本        | ★  | A面曲                        |
| 25th | 2012年02月15日 | GIVE ME FIVE!                       | 牧羊人之旅                          | Special Girls B | Type-B        | ★  | Center                       |
| 26th | 2012年05月23日 | 仲夏的Sounds good!                  | 仲夏的Sounds good!                  |                 | 全版本        | ★  | A面曲                        |
| 26th | 2012年05月23日 | 仲夏的Sounds good!                  | 給我吧、達令！                      |                 | Type-A        | ★  |                              |
| 26th | 2012年05月23日 | 仲夏的Sounds good!                  | 為了你我…                           | Stage Fight選拔 | 劇場盤        |    |                              |
| 27th | 2012年08月29日 | 格子花紋                            | 格子花紋                            |                 | 全版本        | ★  | A面曲                        |
| 27th | 2012年08月29日 | 格子花紋                            | 夢河                                |                 | Type-A 劇場盤 | ★  |                              |
| 28th | 2012年10月31日 | UZA                                 | UZA                                 |                 | 全版本        | ★  | A面曲                        |
| 28th | 2012年10月31日 | UZA                                 | 孤獨的星空                          | Team A          | Type-A        | ★  | Center                       |
| 29th | 2012年12月05日 | 永遠的壓力                          | 最特別的耶誕節                      |                 | 全版本        | ★  | Center                       |
| 29th | 2012年12月05日 | 永遠的壓力                          | 比永遠更長久                        | OKL48           | Type-D        | ★  |                              |
| 30th | 2013年02月20日 | So long!                            | So long!                            |                 | 全版本        | ★  | A面曲 首次單獨擔任單曲Center |
| 30th | 2013年02月20日 | So long!                            | Ruby                                | Team A          | Type-A        | ★  | Center                       |
| 31st | 2013年05月22日 | 再見自由式                          | 再見自由式                          |                 | 全版本        | ★  | A面曲 Center                 |
| 31st | 2013年05月22日 | 再見自由式                          | 活下去                              | Team A          | Type-A        | ★  | Center                       |
| 32nd | 2013年08月21日 | 戀愛的幸運餅乾                      | 戀愛的幸運餅乾                      |                 | 全版本        | ★  | A面曲                        |
| 32nd | 2013年08月21日 | 戀愛的幸運餅乾                      | 最後一扇門                          |                 | Type-B        | ★  |                              |
| 32nd | 2013年08月21日 | 戀愛的幸運餅乾                      | 不是因為眼淚                        |                 | Type-B        | ★  |                              |
| 33rd | 2013年10月30日 | 真心電流                            | 真心電流                            |                 | 全版本        | ★  | A面曲                        |
| 33rd | 2013年10月30日 | 真心電流                            | 倒數KISS                            | Team A          | Type-A        | ★  | Center                       |
| 34th | 2013年12月11日 | 倘若在梧桐樹什麼的                  | Mosh&Dive                           |                 | 全版本        | ★  | Center                       |
| 34th | 2013年12月11日 | 倘若在梧桐樹什麼的                  | Party is over                       | AKB48           | Type-A        | ★  |                              |
| 35th | 2014年02月26日 | 勇往直前                            | 勇往直前                            |                 | 全版本        | ★  | A面曲                        |
| 36th | 2014年05月21日 | 拉布拉多獵犬                        | 拉布拉多尋回犬                      |                 | 全版本        | ★  | A面曲 Center                 |
| 36th | 2014年05月21日 | 拉布拉多獵犬                        | B花園                               | Team B          | Type-B        | ★  | Center                       |
| 37th | 2014年08月27日 | 心意告示牌                          | 心意告示牌                          |                 | 全版本        | ★  | A面曲 Center                 |
| 37th | 2014年08月27日 | 心意告示牌                          | 水手服殭屍                          | Milk Planet     | Type-D        | ★  | Center                       |
| 37th | 2014年08月27日 | 心意告示牌                          | 教我吧Mommy                         |                 | Type-D        | ★  |                              |
| 38th | 2014年11月26日 | 希望無限                            | 希望無限                            |                 | 全版本        | ★  | A面曲 Center                 |
| 38th | 2014年11月26日 | 希望無限                            | 寂寞俱樂部                          | Team B          | Type-C        | ★  | Center                       |
| 39th | 2015年03月04日 | Green Flash                         | Green Flash                         |                 | 全版本        | ★  | A面曲                        |
| 39th | 2015年03月04日 | Green Flash                         | 春光 靠近的夏日                     | AKB48           | Type-A        | ★  | Center                       |
| 39th | 2015年03月04日 | Green Flash                         | 鞋與傘的故事                        |                 | Type-N 劇場盤 | ★  |                              |
| 40th | 2015年05月20日 | 我們不戰鬥                          | 我們不戰鬥                          |                 | 全版本        | ★  | A面曲                        |
| 40th | 2015年05月20日 | 我們不戰鬥                          | 加加油小調                          | WONDA選拔       | Type-D        | ★  |                              |
| 40th | 2015年05月20日 | 我們不戰鬥                          | 你的第二章                          |                 | Type-D        | ★  |                              |
| 41st | 2015年08月26日 | Halloween Night                     | Halloween Night                     |                 | 全版本        | ★  | A面曲                        |
| 41st | 2015年08月26日 | Halloween Night                     | 一步目音頭                          |                 | Type-C        | ★  |                              |
| 42nd | 2015年12月09日 | 紅唇Be My Baby                      | 紅唇Be My Baby                      |                 | 全版本        | ★  | A面曲                        |
| 42nd | 2015年12月09日 | 紅唇Be My Baby                      | 365天的紙飛機                       |                 | 全版本        | ★  |                              |
| 42nd | 2015年12月09日 | 紅唇Be My Baby                      | 金色翅膀的人啊                      | Team B          | Type-C        | ★  |                              |
| 42nd | 2015年12月09日 | 紅唇Be My Baby                      | 鼓勵的話                            |                 | Type-D        | ★  |                              |
| 43rd | 2016年03月09日 | 你就是旋律                          | 你就是旋律                          |                 | 全版本        | ★  | A面曲                        |
| 44th | 2016年06月01日 | 不需要翅膀                          | 不需要翅膀                          |                 | 全版本        | ★  | A面曲                        |
| 44th | 2016年06月01日 | 不需要翅膀                          | 一談戀愛就變傻                      | Team B          | Type-A        | ★  |                              |
| 45th | 2016年08月31日 | LOVE TRIP/分享幸福                  | LOVE TRIP/分享幸福                  |                 | 全版本        | ★  | A面曲                        |
| 45th | 2016年08月31日 | LOVE TRIP/分享幸福                  | 光與影的每一天                      |                 | 全版本        | ★  |                              |
| 45th | 2016年08月31日 | LOVE TRIP/分享幸福                  | BLACK FLOWER                        |                 | 劇場盤        |    |                              |
| 46th | 2016年11月16日 | High Tension                        | High Tension                        |                 | 全版本        | ★  | A面曲                        |
| 47th | 2017年03月15日 | Shoot Sign                          | Shoot Sign                          |                 | 全版本        | ★  | A面曲                        |
| 47th | 2017年03月15日 | Shoot Sign                          | 想聽悲傷的歌                        | Mayuyukirin     | 劇場盤        |    |                              |
| 48th | 2017年05月31日 | 空有願望                            | 空有願望                            |                 | 全版本        | ★  | A面曲                        |
| 48th | 2017年05月31日 | 空有願望                            | 前兆                                |                 | Type-A        | ★  | Center                       |
| 49th | 2017年08月30日 | #就是喜歡你                         | ＃就是喜歡你                        |                 | 全版本        | ★  | A面曲                        |
| 50th | 2017年11月22日 | 11月的脚链                          | 11月的脚链                          |                 | 全版本        | ★  | A面曲 Center                 |
| 50th | 2017年11月22日 | 11月的脚链                          | 不是说再见就结束                    |                 | 全版本        | ★  | 個人獨唱曲                   |

### Team Surprise公演單曲
重力共鳴公演
| 公演 | 發行日期       | 公演曲             | 演唱成員                                                                    | MV | 備註   |
| ---- | -------------- | ------------------ | --------------------------------------------------------------------------- | -- | ------ |
| M01  | 2012年09月12日 | 重力共鳴           | Team Surprise                                                               | ★  |        |
| M02  | 2012年09月12日 | 星期三的愛麗絲     | 峯岸南、渡邊麻友、島崎遙香 松井玲奈、指原莉乃                               | ★  | Center |
| M05  | 2012年10月03日 | 你的B面曲          | 高城亞樹、渡邊麻友、島崎遙香                                                | ★  | Center |
| M11  | 2012年11月10日 | 出發的時機         | Team Surprise                                                               | ★  |        |
| M12  | 2012年11月17日 | AKB慶典            | Team Surprise                                                               | ★  |        |
| M13  | 2013年07月16日 | 你比想像中的更……   | Team Surprise                                                               | ★  |        |
| M16  | 2013年08月31日 | 女神在哪裡微笑著？ | 高城亞樹、北原里英、板野友美、渡邊麻友 大島優子、小嶋陽菜、宮澤佐江、峯岸南 | ★  |        |

玫瑰的儀式公演
| 公演 | 發行日期       | 公演曲         | 演唱成員                                                                    | MV | 備註   |
| ---- | -------------- | -------------- | --------------------------------------------------------------------------- | -- | ------ |
| M01  | 2014年09月06日 | 眼中倒映的未來 | Team Surprise                                                               | ★  |        |
| M04  | 2014年09月20日 | 初戀的鑰匙     | 渡邊麻友、島崎遙香                                                          | ★  |        |
| M06  | 2014年10月04日 | 幼稚園的老師   | 渡邊美優紀、渡邊麻友、指原莉乃                                              | ★  | Center |
| M12  | 2014年11月15日 | 玫瑰的儀式     | Team Surprise                                                               | ★  |        |
| M13  | 2015年11月02日 | 美麗的狩獵     | Team Surprise                                                               | ★  |        |
| M15  | 2015年11月21日 | 愛之川         | 大島優子、渡邊麻友、柏木由紀、高橋南 篠田麻里子、小嶋陽菜、板野友美、峯岸南 | ★  |        |

### 其他單曲
| 發行日期       | 單曲名稱   | 參與歌曲名稱 | 名義                   | 收錄於                    | MV | 備註                                    |
| -------------- | ---------- | ------------ | ---------------------- | ------------------------- | -- | --------------------------------------- |
| 2010年07月21日 | 心之羽根   | 心之羽根！   | Team Dragon from AKB48 | 全版本                    | ★  |                                         |
| 2010年07月21日 | 心之羽根   | 世界中之雨   | AKB48                  | 全版本                    | ★  |                                         |
| 2012年10月30日 | Sugar Rush | Sugar Rush   | AKB48                  | 《無敵破壞王》 電影原聲帶 | ★  | 《無敵破壞王》在全 球市場放映時的片尾曲 |

### 專輯
AKB48名義
|      | 發行日期       | 專輯名稱                     | 參與歌曲名稱            | 名義                    | 收錄於           | 備註               |
| ---- | -------------- | ---------------------------- | ----------------------- | ----------------------- | ---------------- | ------------------ |
| 02nd | 2010年04月07日 | 神曲集                       | Baby! Baby! Baby! Baby! |                         | 全版本           |                    |
| 02nd | 2010年04月07日 | 神曲集                       | 初日                    | Team B                  | 全版本           |                    |
| 02nd | 2010年04月07日 | 神曲集                       | 真實自我                |                         | 通常盤           |                    |
| 02nd | 2010年04月07日 | 神曲集                       | 你與彩虹與太陽          |                         | 通常盤           |                    |
| 03rd | 2011年06月08日 | 就是在這裡                   | 少女們                  |                         | 全版本           |                    |
| 03rd | 2011年06月08日 | 就是在這裡                   | 戀愛馬戲團              | Team B                  | 全版本           |                    |
| 03rd | 2011年06月08日 | 就是在這裡                   | 風的去向                |                         | 全版本           |                    |
| 03rd | 2011年06月08日 | 就是在這裡                   | 推Team B                | Team B                  | 全版本           |                    |
| 03rd | 2011年06月08日 | 就是在這裡                   | 就是在這裡              | AKB48+SKE48+SDN48+NMB48 | 全版本           |                    |
| 04th | 2012年08月15日 | 1830m                        | First Rabbit            |                         | 全版本           |                    |
| 04th | 2012年08月15日 | 1830m                        | 不算                    | Team B                  | 全版本           |                    |
| 04th | 2012年08月15日 | 1830m                        | 而且不叫酪梨啦…         |                         | 全版本           |                    |
| 04th | 2012年08月15日 | 1830m                        | 珍貴的時間              |                         | 通常盤           |                    |
| 04th | 2012年08月15日 | 1830m                        | 在曾經看見的海底        | Up-and-coming girls     | 全版本           |                    |
| 04th | 2012年08月15日 | 1830m                        | 慢走                    |                         | 通常盤           |                    |
| 04th | 2012年08月15日 | 1830m                        | 藍天 不會寂寞嗎？       | AKB48+SKE48+NMB48+HKT48 | 全版本           |                    |
| 05th | 2014年01月22日 | 未來軌跡                     | After Rain              |                         | Type-A           |                    |
| 05th | 2014年01月22日 | 未來軌跡                     | 足以確信的東西          | Team A                  | Type-A           |                    |
| 05th | 2014年01月22日 | 未來軌跡                     | 我會努力                |                         | Type-A           |                    |
| 05th | 2014年01月22日 | 未來軌跡                     | Stoic美學               |                         | Type-B           |                    |
| 06th | 2015年01月21日 | 這裡是羅德斯島、在這裡跳吧！ | 愛的存在                |                         | 全版本           |                    |
| 06th | 2015年01月21日 | 這裡是羅德斯島、在這裡跳吧！ | 純情蘇打水              |                         | Type-A           | Solo曲             |
| 06th | 2015年01月21日 | 這裡是羅德斯島、在這裡跳吧！ | To go                   | Team B                  | Type-B           |                    |
| 07th | 2015年11月18日 | 0與1之間                     | 愛樂成癮                | Team B                  | MILLION SINGLES  |                    |
| 07th | 2015年11月18日 | 0與1之間                     | 平安夜不哭泣            |                         | COMPLETE SINGLES | 渡邊麻友、宮脇咲良 |
| 08th | 2017年01月25日 | 點時成菁                     | 那天的自己              |                         | 全版本           |                    |
| 08th | 2017年01月25日 | 點時成菁                     | 法國麵包                |                         | Type-B           | Center             |

## 劇場公演分組曲
| 公演名稱                              | 參與歌曲名稱   | 備註                                     |
| ------------------------------------- | -------------- | ---------------------------------------- |
| 初代Team B時期                        |                |                                          |
| Team B 1st Stage「青春女孩」          | 雨中動物園     |                                          |
| Team B 1st Stage「青春女孩」          | 放浪之夏       |                                          |
| Team B 2st Stage「想見你」            | 嘆息的人偶     |                                          |
| Team B 2st Stage「想見你」            | 沙灘的櫻桃     | 主唱                                     |
| Team B 2st Stage「想見你」            | 從背後緊緊相擁 |                                          |
| Team B 2st Stage「想見你」            | 里約的革命     |                                          |
| Team B 2st Stage「想見你」            | 裙襬飄飄       | 全員参加曲，作為前排成員（裙襬七人）登場 |
| Team B 3rd Stage「睡衣兜風」          | 睡衣兜風       | Center                                   |
| Team B 4th Stage「偶像的黎明」        | 遺憾少女       | Center                                   |
| THEATER G-ROSSO「不要让梦想死去」公演 | 初次的果糖     | 前田敦子・近野莉菜・鈴木紫帆里的代役     |
| 柏木Team B時期                        |                |                                          |
| Team B 5th Stage「劇場的女神」        | 你好 我的初戀  |                                          |
| 篠田・橫山Team A時期                  |                |                                          |
| 篠田Team A 「Waiting」公演            | 裙襬飄飄       |                                          |
| 篠田Team A 「Waiting」公演            | 玻璃般的我愛你 |                                          |
| 橫山Team A「Waiting」公演             | 來一塊糖果     | Center                                   |
| 倉持Team B時期                        |                |                                          |
| Team B 「睡衣兜風」公演               | 無望之淚       |                                          |
| 木崎Team B時期                        |                |                                          |
| Team B 6th Stage“正在恋爱中”          | 春天到来之前   |                                          |

## 演出
关于渡边麻友在AKB48时代以团体名义出演内容，请参见AKB48的演出列表

### 電視劇
- 《馬路須加學園》（2010年1月8日 - 3月26日，東京電視台）- 飾演 老鼠
- 《來自櫻花的信 ～AKB48 各自的畢業故事～》（2011年2月26日 - 3月6日，日本電視台）
- 《馬路須加學園2》（2011年4月15日 - 7月1日，東京電視台）- 飾演 老鼠
- 《欺詐偶像》（2012年1月13日 - 4月6日，東京電視台）- 主演 宇佐蜆
- 《小惠會使用魔法嗎？》第19話（2012年11月17日，日本電視台） - 飾演 mayutan
- 《So long !》第1話（2013年2月11日，日本電視台） - 飾演 川上雙葉（單篇主演）
- 《WONDA×AKB48 短篇故事 幸運餅乾（日语：WONDA×AKB48 ショートストーリー「フォーチュンクッキー」#第2話 おかずスティール）>（2013年7月7日，富士電視台） - 飾演 田辺美香（单篇主演）
- 《水手服殭屍>（2014年4月18日 - 7月19日，東京電視台） - 飾演 Mayu
- 《馬路須加學園4》第10話（2015年3月30日 - 6月9日，日本電視台） - 飾演 老鼠
- 《戰鬥吧！書店女孩（日语：書店ガール#テレビドラマ）》（2015年4月14日，關西電視台） - 主演 北村亞紀
- 《馬路須加學園5》第2話（2015年8月25日，日本電視台、Hulu） - 飾演 老鼠
- 《AKB恐怖夜 腎上腺素之夜》第7話（2015年10月29日，朝日電視台） - 飾演 真由美（單篇主演）
- 《大奧·第一部～最惡之女～》（2016年1月22日，富士電視台） - 饰演 志摩
- “松本清张两夜连续电视剧SP”第一夜《买地方报纸的女人（日语：地方紙を買う女）》（2016年3月12日，朝日电视台） - 饰演 雪乃（吉田晴美）
- 《AKB戀愛夜戀工場（日语：AKBラブナイト_恋工場）》第35话《我的保镖》（2016年9月1日，朝日电视台） - 飾演 Emilya（單篇主演）
- 《陪酒须加学园》第3話（2016年11月13日、日本电视台）- 飾演 老鼠/鯙
- 《再见了，江成君（日语：サヨナラ、えなりくん）》（2017年5月1日 - 7月3日，朝日电视台）- 主演 桐山纱织
- 《名奉行！遠山の金四郎（日语：名奉行！遠山の金四郎）》（2017年9月25日，TBS） - 飾演
- 《がん消滅の罠〜完全寛解の謎》（2018年4月2日，TBS） - 飾演 水島瑠璃子
- 《直到雨停的那一天》（2018年8月4日 - 9月29日，富士電視台) - 主演 北園光
- 《名奉行！遠山の金四郎》（2018年8月13日，TBS）
- 《紀州藩主徳川吉宗》（2019年2月8日，朝日电视台） - 飾演 阿市
- 《夏空》（2019年，NHK） - 飾演 三村茜→下山茜[102]

### 綜藝節目
- GIRLS' FACTORY（日语：GIRLS' FACTORY）（2012年、富士电视台ONE） - MC
- 世代天国（日语：ジェネレーション天国）（2013年1月28日 - 2014年3月10日 不定期出演、富士电视台） - 芒果世代（宽松世代）代表
- UTAGE!（日语：UTAGE!） （2014年4月21日 - 2015年9月29日、TBS） - 助理主持人
- Momm!!（2015年10月19日 - 2016年8月22日、作为嘉宾不定期出演。2016年10月17日 - 2017年9月25日、作为助手常规出演。TBS）
- 福田雄一×StarS（井上芳雄・浦井健治・山崎育三郎）「tribeca」（2016年4月23日 - 9月24日、WOWOW Prime） - 饰演 松下美嘉
- 福田雄一×井上芳雄「Green & Black's」（2017年4月29日 - 、WOWOW Prime）

### 其他电視節目
- 情熱大陸（2015年6月14日、MBS）
- NHK交响乐团創立90周年記念「N響CLASSIC&POPS with SPECIAL ARTISTS」（2016年4月9日、NHK综合）
- 渡邊麻友〜AKB48毕业前的63日间跟拍、以及那个未来〜 （2018年1月27日、富士电视台NEXT（日语：フジテレビNEXT））
- 第46回JAL火奴鲁鲁马拉松〜渡辺麻友感受的42.195km〜（2019年1月10,14日、TBS）- 官方大使

### 電視動畫
- 蠟筆小新（2012年3月9日・16日、朝日電視台）- 麻友友
- AKB0048（2012年4月29日 - 7月22日）-  主演：園智惠理
  - AKB0048 next stage（2013年1月5日 - 3月30日 ） - 主演：園智惠理
- 魔法使 光之美少女！（2016年10月23日、ABC电视台）-  麻友

### 電影
- 3day boys（日语：スリーデイーボーイズ）（2009年7月4日、FREAK ENTERTAINMENT）
- 波西傑克森：妖魔之海（2013年11月1日、二十世纪福斯） - 安娜贝斯·雀斯的日語配音

### 動畫電影
- 被狙擊的學園（2012年11月10日、松竹）-  主演：夏樹
- 皮卡丘，这是什么钥匙？（2014年7月19日、東宝） - 配音

### 舞台劇
- 音樂劇「天使爱美丽」（2018年） - 主演：爱美丽 
  - 東京公演（5月18日 - 6月3日、天王洲 銀河劇場（日语：天王洲 銀河劇場））
  - 大阪公演（6月7日 - 10日、森之宫piloti-hall（日语：森ノ宮ピロティホール））
- 音樂劇「City of Angels（英语：City of Angels (musical)）」（2018年）  - 飾演 Mallory Kingsley
  - 東京公演（2018年9月1日 - 17日、東京・新國立劇場 中劇場）
  - 静岡公演（2018年9月21日 - 22日、静岡市清水文化会館）
  - 大阪公演 (2018年9月27日 - 30日、大阪新歌舞伎座）

### 廣播
- 向走廊奔跑队青色未来的初恋冲刺!!（日语：渡り廊下走り隊の青い未来へ初恋ダッシュ!!）（2009年1月3日 - 2009年6月27日、CBC电台）

### 廣告
- 元氣壽司（2013年8月，香港）：與加藤玲奈共演
- 精工爱普生
  - Colorio
    - 「Colorio Rock Shockちいサメ」篇（2014年9月3日 - 終了）
    - 「Colorio Rock Shockエイさん」篇（2014年9月3日 - 終了）

  - MOVERIO
    - 「スマートグラスで広がる世界」篇（2014年11月 - 終了）
- 島村服饰（日语：しまむら）「Avail 2014 秋冬 渡辺麻友」篇（2014年10月8日 - 終了）
- 丰田汽车
  - TOYOTOWN T-Connect
    - 「大雄与T-子」篇（2014年11月1日 - 終了）
    - 「小夫与T子」篇（2015年8月24日 - ）
    - 「胖虎与T子」篇（2015年8月24日 - ）

  - Cool or Hot ? CROWN JAPAN
    - 「Cool or Hot ?」篇（2016年8月30日 - ）
- 朝日饮品 WONDA Extra Short（2015年9月15日 - 2016年2月）
- STU48 第1期生甄选告知（2017年1月 - 2月）
- Yakult本社（日语：ヤクルト本社）
  - web视频Yakult Lady“音乐剧”篇（2018年8月9日)
  - web视频Yakult 酵豆乳“容易吸收的Watanabe Mayu”（2018年9月19日)
  - Yakult Lady 「異義あり：ネット」篇（2019年4月12日）
  - Yakult Lady「異議あり：保育所&働く時間」篇・「異議あり：保育所」篇・「異議あり：働く時間」篇（2019年5月7日）

### 遊戲
- 萌麻將 萌雀！（日语：萌える麻雀 もえじゃん!）（2008年10月23日 、Hudson Soft、PSP平台）- つくだもえこ
- Yume Collection（日语：嫁コレ）（2013年、BIGLOBE） - 園智惠理
- 魔力寶貝（2018年6月12日）

### 網路節目
- Solo出道4周年記念番組（2016年2月28日 - 29日、SHOWROOM）
- 《CROW'S BLOOD》（2016年7月23日 - 8月27日，Hulu）- 主演 磯崎熏
- 《为残念君准备的食谱（日语：サヨナラ、えなりくん#スピンオフドラマ『残念くんに効くレシピ』）》（2017年5月1日 - 7月3日，Videobus、朝日在线）- 饰演桐山纱织

## 書籍
- Mayuyukirin「往復書簡」（2017年12月27日、双葉社） - 與柏木由紀合著，ISBN 9784575313291。

### 雜誌
- 週刊YOUNG JUMP（2010年8月19日 - 、集英社）

### 寫真集
- 渡邊麻友 1st寫真集「まゆゆ」：2011年5月13日發售，渡邊達生攝影，集英社發行，ISBN 9784087806076。
- AKB48演藝生活特寫隨身手冊 渡邊麻友（2011年11月、鹿砦社）ISBN 9784846308353
- AKB48演藝生活特寫隨身手冊 渡邊麻友(2)（2012年5月、鹿砦社）ISBN 9784846308773
- 《渡邊麻友制服圖鑑 最後的制服》（渡辺麻友制服図鑑　最後の制服，2013年4月19日發售，熊谷貫攝影，集英社發行，ISBN 9784087806779）[103]
- 不知不覺中(知らないうちに)（講談社MOOK）（2016年10月25日、講談社） ISBN 9784065095058
- 渡辺麻友 電子写真集『デジタル原色美女図鑑 渡辺麻友 ひとりだち』：2018年6月29日

### 日曆
- B.L.T. U-17 summer（2008年8月7日、東京新聞通信社）
- B.L.T.U-17 Vol.11 sizzleful girl 2009 summer（2009年8月5日、東京新聞通信社）
- 渡邊麻友 2011年日曆（2010年10月10日、ハゴロモ）[104]
- 渡邊麻友 2012年日曆（2011年11月19日、ハゴロモ）
- 渡邊麻友 2012 Tokyo Date日曆（2011年11月29日、ハゴロモ）[105]
- 掛曆 AKB48-13 渡邊麻友 日曆 2013年（2012年11月30日、ハゴロモ）[106]
- 桌曆 AKB48-145 渡邊麻友 日曆 2013年（2012年12月7日、ハゴロモ）[107]
- 掛曆 渡邊麻友 2014年日曆（2013年12月6日、ハゴロモ）[108]
- 桌曆 渡邊麻友 日曆 2014年（2013年12月6日、ハゴロモ）[109]
- 掛曆  渡邊麻友 日曆 2015年（2014年12月13日、ハゴロモ）[110]
- 桌曆 渡邊麻友 日曆 2015年（2014年12月13日、ハゴロモ）[111]
- 掛曆 渡邊麻友 2016 AKB48 B2日曆（2015年12月31日、AKS）[112]
- 桌曆 渡邊麻友 2016 AKB48 日曆（2015年12月31日、AKS）[113]

## 唱片

### 單曲
|              | 發行日         | 單曲名稱     | Oricon 週榜最高名次 | 首周銷量     | 累計銷量     | 發售形態                 | 產品編號                                                      | 版本                                                                  | 備註         |
| Sony Records | Sony Records   | Sony Records | Sony Records        | Sony Records | Sony Records | Sony Records             | Sony Records                                                  | Sony Records                                                          | Sony Records |
| ------------ | -------------- | ------------ | ------------------- | ------------ | ------------ | ------------------------ | ------------------------------------------------------------- | --------------------------------------------------------------------- | ------------ |
| 1st          | 2012年2月29日  | 怦然心動     | 第2名               | 123,237張    | 158,884張    | CD+DVD CD+DVD CD         | SRCL7874-75 SRCL7876-77 SRCL7878-79 SRCL7880                  | 初回生產限定盤A 初回生產限定盤B 初回生產限定盤C 通常盤                |              |
| 2nd          | 2012年7月25日  | 大人彩色糖   | 第3名               | 87,993張     | 110,051張    | CD+DVD CD                | SRCL8028-29 SRCL8030-31 SRCL8032-33 SRCL8034                  | 初回生產限定盤A 初回生產限定盤B 初回生產限定盤C 通常盤                |              |
| 3rd          | 2012年11月21日 | 發光體       | 第1名               | 91,907張     | 122,381張    | CD+DVD CD                | SRCL-8180-81 SRCL-8182-83 SRCL-8184-85 SRCL-8186-87 SRCL-8188 | 完全生產限定盤 初回生產限定盤A 初回生產限定盤B 初回生產限定盤C 通常盤 |              |
| 4th          | 2013年7月10日  | 喇叭練習中   | 第3名               | 67,329張     | 81,752張     | CD+圖冊 CD+DVD CD CD+DVD | SRCL-8334-35 SRCL-8336-37 SRCL-8338-39 SRCL-8340 SRCL-8341    | 完全生產限定盤 初回生產限定盤A 初回生產限定盤B 通常盤 期間生産限定盤  |              |
| 5th          | 2015年6月10日  | 相遇的後續   | 第2名               | 48,240張     | 56,865張     | CD+DVD+圖冊 CD+DVD CD    | SRCL-8833-34 SRCL-8835-36 SRCL-8837-38 SRCL-8839              | 完全生產限定盤 初回生產限定盤A 初回生產限定盤B 通常盤                 |              |

### 專輯
|                  | 發行日                 | 曲名             | 最高週間排名     | 上榜次數         | 首週銷量         | 累計銷量         | 產品編號                              | 發行形式                               | 形態             |
| Sony Records發行 | Sony Records發行       | Sony Records發行 | Sony Records發行 | Sony Records發行 | Sony Records發行 | Sony Records發行 | Sony Records發行                      | Sony Records發行                       | Sony Records發行 |
| ---------------- | ---------------------- | ---------------- | ---------------- | ---------------- | ---------------- | ---------------- | ------------------------------------- | -------------------------------------- | ---------------- |
| 1                | 2017年12月20日         | Best Regards!    | -                | -                | -                | -                | SRCL-9647〜48 SRCL-9649〜50 SRCL-9651 | 初回生產限定盤A 初回生產限定盤B 通常盤 | CD+DVD CD        |
| 1                | 2017年12月29日（台灣） | Best Regards!    | 不適用           | 不適用           | 不適用           | 不適用           | 19075821662                           | 台壓盤                                 | CD               |

### 獨唱歌曲
| 名稱             | 收錄作品                            |
| ---------------- | ----------------------------------- |
| 風的小提琴       | - 走廊奔跑隊／完美~呢               |
| 讓我給你溫柔     | - 走廊奔跑隊／鬼臉橋（初回限定盤）  |
| 軟體戀愛海蜇女孩 | - 走廊奔跑隊／青春的旗幟            |
| 為了麻友         | - 走廊奔跑隊／不要在走廊奔跑！      |
| 夕陽的惡作劇     | - 走廊奔跑隊7／情人節之吻（通常盤） |
| 未來的情人       | - 走廊奔跑隊7／笨拙的媚眼（通常盤） |
| 戀愛是敏感的     | - 走廊奔跑隊7／希望山脈（通常盤）   |

## 音樂合作
| 樂曲       | 利用情況                               | 收錄作品            |
| ---------- | -------------------------------------- | ------------------- |
| 同步心跳   | 東京電視台系列電視劇『欺詐偶像』主題曲 | 1st單曲「怦然心動」 |
| サバの缶詰 | 東京電視台系列電視劇『欺詐偶像』片尾曲 | 1st單曲「怦然心動」 |
| 離別之橋   | 動畫電影『被狙擊的學園』主題曲         | 3rd單曲「發光體」   |

## 外部連結
- （日語）渡辺麻友官方网站 - 尾木製作
- （日語）渡辺麻友 Sony Music OFFICIAL WEBSITE
- （日語）AKB48個人介紹頁
- （日語）尾木製作個人介紹頁
- （日語）Mama&Son（業務提攜）個人介紹頁
- （日語）渡辺 麻友 （页面存档备份，存于） - Sony Music
- （日語）走廊奔跑隊官網
- （日語）走廊奔跑隊官方博客（渡辺麻友）
- （日語）渡辺麻友官方博客 （2013年7月8日－2017年12月31日）
- （日語）渡辺麻友的X（前Twitter）（2015年3月6日－2020年6月2日，已关闭）（页面存档备份，存于）
- （日語）渡辺麻友的Instagram帳戶（2018年2月6日－2020年6月2日，已关闭）（页面存档备份，存于）
- （日語）渡辺麻友官方工作人員的X（前Twitter）（已关闭）（页面存档备份，存于）
- （日語）渡辺麻友在755的頁面
- （日語）渡辺麻友的Google+（2012年1月27日－2019年4月2日，已关闭）
- （日語）渡辺麻友的新浪微博（2018年6月7日－）
- 渡辺麻友在互联网电影资料库（IMDb）上的資料（英文）